# Земляная шипоклювка
Земляна́я шипоклю́вка (лат. Acanthiza iredalei) — вид воробьинообразных птиц из семейства шипоклювковых (Acanthizidae). Распространена в Австралии. Встречается в кустарниковых местностях и на солёных топях возле солёных рек. Диета птицы главным образом состоит из насекомых и пауков, которых она ловит на кустарниках. Кормится на земле в местностях без высокорослых кустарников и деревьев.